# رحلة سفينة الفضاء سايوز إلى المحطة الفضائية الدولية
قامت سفينة الفضاء سايوز برحلة إلى المحطة الفضائية الدولية يوم 28 مارس 2013 لتزويد المحطة باحتياجاتها.
المثير في هذه الرحلة انها استغرقت 6 ساعات بالمقارنة بزمن قدره 51 ساعة للرحلات السابقة.
تم تحقيق هذا الخفض الكبير في زمن الرحلة عن طريق عمل مناورات لتغير المسار أثناء الرحلة وفرت 30 دورة حول الأرض و45 ساعة زمن الرحلة ++البى بى سى